# Katharina Gruzei
Katharina Gruzei (* 1983 in Klagenfurt am Wörthersee) ist eine österreichische bildende Künstlerin, Fotografin und Filmemacherin.

## Leben und Werk
Katharina Gruzei studierte an der Kunstuniversität Linz Experimentelle Gestaltung sowie Kunst- und Kulturwissenschaften. Sie diplomierte 2014. Auslandsstudien absolvierte die Künstlerin an der University of California, Santa Barbara und an der Universität der Künste Berlin, wo sie den Lehrgang Visual Cultural Studies bei Katharina Sieverding belegte.
Die Künstlerin arbeitet neben Fotografie mit Film, Video, Installationen, Sound und Projekten im öffentlichen Raum. In ihren Werken behandelt sie oft Themen aus dem Arbeitsalltag.
Gruzei erhielt öffentliche Auszeichnungen, unter anderem 2012 den Local Artist Award des Crossing Europe Filmfestivals Linz und den VAM Award für den besten jungen österreichischen Kurzfilm des Vienna Shorts Filmfestival. 2017 wurde Gruzei mit dem Talentförderungspreis des Landes Oberösterreich im Bereich Bildende Kunst geehrt. Auslandsstipendien bekam sie für Los Angeles, Paris, Moskau, Tokio und New York City.
Arbeiten von Katharina Gruzei werden in internationalen Ausstellungen, Biennalen und Festivals gezeigt. Ihre Werke befinden sich in privaten und öffentlichen Sammlungen, zum Beispiel in der Kunstsammlung des Landes Oberösterreich.
Katharina Gruzei lebt und arbeitet in Linz und Wien.

## Ausstellungen (Auswahl)
- 2008 di notte... Nachts..., gemeinsam mit Akiko Sato, Galerie Foto Forum, Bozen, Italien
- 2009 Sander Remixed, One Night Stand Series, Landesgalerie Linz, Österreich
- 2009 Nocturne (pieces of silence), gemeinsam mit Moussa Kone, CUC – Charim Ungar Contemporary, Berlin, Deutschland
- 2010 expectation leads to disappointment, Periscope, Salzburg, Österreich
- 2014 Beleuchtungswechsel – Reflecting Youth, gemeinsam mit Claudiu Cobilanschi, IG Bildende Kunst Vienna, Österreich
- 2014 Urban Motion Picture, Kunstraum Goethestraße, Linz, Österreich
- 2015 Souvenir d’un monde perdu, Open Studio Show, Cité Internationale des Arts Paris, Frankreich
- 2016 10. Darmstädter Tage der Fotografie, Kunstforum der TU Darmstadt, Darmstadt, Deutschland
- 2017 Straying around, gemeinsam mit Eginhartz Kanter, Austrian Cultural Forum Tokyo, Japan
- 2018 FIRE/WATER, Installation im öffentlichen Raum im Zuge von Klagenfurt 500 in Kollaboration mit dem Architekturhaus Kärnten und der Stadtgalerie Klagenfurt, Österreich
- 2018 Bodies of Work, Lentos Kunstmuseum Linz, Linz, Österreich[4]
- 2018 ELSEWHERE, Galerie Freihausgasse Villach, Österreich[5]
- 2019 Charim Gallery, Wien
- 2019 Raum für Fotografie, Klagenfurt[6]
- 2020 Mir Metro, Salzburger Kulturverein, Salzburg[7]
- 2021 Every Shade an Image – Katharina Gruzei, Charim Galerie Wien und MAERZ Linz
- 2021 Leisure Landscapes, Kunstuniversität Linz, Splace[8]
- 2022 Bodies of Work, Museum Arbeitswelt Steyr[9]
- 2022 Right Time Right Place, kuratiert von Katharina Gruzei, Ausstellungsbeteiligung, Monira Foundation at Mana Contemporary, New Jersey
- 2025 Changing Perspectives, Ausstellungsbeteiligung, Galerie Westlicht, Wien[10]

## Filmfestivals (Auswahl)
- 2011 Espressioni, Performing Arts Festival, Mailand, Italien
- 2011 Loop Festival, Barcelona, Spanien
- 2011 Festival Oodaaq d’image poetique, Rennes, Frankreich
- 2011 Rencontres Internationales, Nouveau Cinema & Art Contemporain, Centre Georges-Pompidou, Paris, Frankreich
- 2012 Diagonale, Graz, Österreich
- 2012 Crossing Europe Filmfestival, Linz, Österreich
- 2012 Kurzfilm Festival Hamburg, Deutschland
- 2012 Vienna Independent Shorts Filmfestival, Österreich
- 2012 DokFest Kosovo, Kosovo
- 2012 Denver International Filmfestival, USA
- 2012 Vilnius Film Shorts, Litauen
- 2012 Mar del Plata Filmfestival, Argentinien
- 2013 International Film Festival Rotterdam, Niederlande
- 2013 Hong Kong International Filmfestival, China
- 2013 Sao Paulo International Shortfilm Festival, Brasilien
- 2013 Rio de Janeiro Shortfilm Festival, Brasilien
- 2013 L`Alternativa 2013 Barcelona Independent Film Festival, Spanien
- 2013 Focus on Sound in Film, Izmir Short Film Festival, Türkei
- 2014 Birds Eye View, Art in the London Underground, Canary Wharf Screen, London, England
- 2014 PROYECTOR Festival, Madrid, Spanien
- 2014 Digital Marrakech, Marokko
- 2015 El centro no puede resistir, Fundación Luis Seoane, Coruña, Spanien
- 2015 Festivaltrailer für das Crossing Europe Filmfestival, Linz, Österreich[11]
- 2016 FLUCA – GET INVOLVED: FOCUS DIRECT URBANISM, Austrian Cultural Pavilion, Plovdiv, Bulgarien
- 2016 Extended Horizons, Go Short International Short Film Festival Nijmegen, Niederlande
- 2017 dotdotdot, Open Air Shortfilmfestival Vienna, Österreich
- 2017 Wir sind Wien – Festival der Bezirke, FilmFabrik, Vienna, Österreich
- 2018 Quiet Dialog: Invisible existences and Us, Film-Screening Program, Tokyo Metropolitan Art Museum, Japan
- 2019 Crossing Europe Filmfestival, Linz, Österreich

## Biennalen
- 2013 Wroclaw Media Art Biennale, Polen[12]
- 2015 Screen City Biennal, Moving Image Festival Stavanger, Norwegen[13]
- 2016 Moscow International Biennale for Young Art, Russland[14]

## Monografien
- 2016 War rooms, Katharina Gruzei, Fotohof edition, Salzburg, Rainer Iglar und Michael Mauracher (Herausgeber), ISBN 978-3-902993-32-8
- 2018 Bodies of Work, Katharina Gruzei, Fotohof edition, Salzburg, Rainer Iglar und Michael Mauracher (Herausgeber), ISBN 978-3-902993-64-9
- 2021 Mir Metro, Katharina Gruzei, Hatje Cantz Verlag, Hamburg, ISBN 978-3-7757-5083-7

## Publikationen (Auswahl)
- 2007 Totale Partizipation Radikale Entspannung, Arttransponder Berlin, Caroline Lund und Christine Woditschka (Herausgeber)
- 2007 Wir muessen weiter denken als unsere Pistolen schiessen, Sonderzahl Verlag, Wien, Andrea van der Straeten (Herausgeber), Andrea van der Straeten, ISBN 978-3-85449-276-4
- 2008 di notte... Nachts..., Katalog zur gleichnamigen Ausstellung, Galerie Foto Forum, Bozen
- 2008 AnaDoma – Fest für Film und Video, Rendezvous der Macher/Innen, Festival Katalog, Braunschweig
- 2009 Contemporary Photography – Young Positions from Austria, MMKK Museum of Modern Art Carinthia, Silvie Aigner (Herausgeber), ISBN 978-3-9502695-2-9
- 2009 Land of Human Rights – Artistic Analyses and Visions of the Human Rights Situation in Europe, Revolver Verlag, Berlin, Margarethe Makovec und Anton Lederer (Herausgeber), ISBN 978-3-86895-028-1
- 2010 Triennale 1.0, Contemporary Art in Austria, ISBN 978-3-86984-123-6
- 2010 Performance im Bild und medialen Übertrag, Fotogalerie Wien, Fotobuch Nr. 43/2009, ISBN 978-3-902725-28-8
- 2011 Trophäen / Trophies, Neuerwerbungen für die Sammlung Nordico Museum, ISBN 978-3-9503134-0-6
- 2012 Film Unframed – A History of Austrian Avant-Garde Cinema, Peter Tscherkassky (Herausgeber), ISBN 978-3-901644-42-9
- 2013 Industrie, Galerie Ostlicht, Galerie für Fotografie, Wien, ISBN 978-3-9503353-1-6
- 2014 Points of Passage, Kunst, Literatur, Tanz und Film im Stift Melk, ISBN 978-3-9502328-9-9
- 2014 Mobility: Traveling/Boarders/Money, Fotogalerie Wien, Fotobuch Nr. 51/2013, ISBN 978-3-902725-36-3
- 2015 Der Käfig ist auf und der Zoo zu, Andrea van der Straeten (Herausgeber), ISBN 978 3 85449 446 1
- 2015 Und nächstes jahr schlägt´s 13, Review: RAY Magazine
- 2017 ÖsterreichBilder / Facing Austria, Fotohof edition, Salzburg, Rainer Iglar und Michael Mauracher (Herausgeber), ISBN 978-3-902993-50-2
- 2019 Critic´s Pick Vienna, Artforum[15]
- 2019 Camera Austria 145, Forum Section

## Auszeichnungen
- 2008 Ö1-Talenteförderung
- 2008 Theodor-Körner-Preis für Bildende Kunst und Kunstfotografie. Projekt Women and Space[16]
- 2012 Local Artist Award des Crossing Europe Filmfestivals Linz[17]
- 2012 VAM Award für den besten jungen österreichischen Kurzfilm am Vienna Shorts Filmfestival
- 2015 AK-Kunstpreis[18][19]
- 2017 Talentförderpreis des Landes Oberösterreich, Bildende Kunst[20]
- 2018 Förderpreis des Landes Salzburg und des Salzburger Kunstvereins[21]
- 2021 forum Stipendium für Work in Motion[22]